# Полє (Бохінь)
Полє (словен. Polje) — поселення в общині Бохінь, Горенський регіон, Словенія. Висота над рівнем моря: 520,9 м.